# Panisea albiflora
Panisea albiflora är en orkidéart som först beskrevs av Henry Nicholas Ridley, och fick sitt nu gällande namn av Gunnar Seidenfaden. Panisea albiflora ingår i släktet Panisea och familjen orkidéer.
Artens utbredningsområde är Vietnam. Inga underarter finns listade i Catalogue of Life.